# 10713 Лиморенко
10713 Лиморе́нко (10713 Limorenko) — астероїд головного поясу, відкритий 22 жовтня 1982 року.
Тіссеранів параметр щодо Юпітера — 3,236.